# Can Casadevall
Can Casadevall és una masia de Porqueres (Pla de l'Estany) inclosa a l'Inventari del Patrimoni Arquitectònic de Catalunya.

## Descripció
Mas de planta irregular format per dos cossos clarament diferenciats en alçada. L'entrada principal de la casa dona a un pati que queda tancat respecte al carrer mitjançant un mur de pedra amb dues entrades. A causa del desnivell el terreny, l'accés a la casa es fa des del pati, a través d'una escala de pedra que condueix a una terrassa a la que dona la porta principal. Així s'accedeix al cos més gran de la casa, d'estructura rectangular i que consta de planta baixa i un pis. La coberta és a dues aigües. La porta d'entrada és un gran arc de mig punt adovellat, com és habitual en construccions d'aquest tipus. El parament del mur ha estat realitzat amb pedra petita i irregular, a excepció de les portes i finestres, emmarcades amb carreus grans d'un material més noble. Cal assenyalar com a element interessant un gran pou adossat a la façana, avui inutilitzat. El segon cos, l'antic paller, s'aixeca a la banda esquerra del principal. Per la seva estructura i major alçada ofereix l'aspecte de torre adossada. La seva coberta és a una vessant.
A l'interior de la casa (planta baixa), hi ha grans voltes de pedruscall, en un àmbit que primitivament era utilitzat com a celler.

## Història
A la mateixa construcció trobem algunes inscripcions que fan referència a diverses dates: 1751, 1761 i 1869 (ubicades respectivament a les llindes d'una porta lateral, d'una finestra i als basaments de la porta principal). Això fa suposar que l'edifici es va realitzar en diverses etapes constructives o que es va sotmetre a ampliacions i modificacions al llarg del temps. D'altra banda, cal assenyalar també la presència d'unes restes d'Opus Spicatum al basament, que podrien datar del segle x.